# Cuberris
La playa de Cuberris está situada en el municipio de Bareyo, en la comunidad autónoma de Cantabria, España.